# Munida evermanni
Munida evermanni är en kräftdjursart. Munida evermanni ingår i släktet Munida och familjen trollhumrar. Inga underarter finns listade i Catalogue of Life.